# Denis Houf
Denis Houf est un joueur de football belge né le 16 février 1932 à Magnée (Belgique) et mort le 7 décembre 2012 à Liège.

## Biographie
Denis Houf a joué au Standard de Liège entre 1948 et 1964. En seize ans, il a disputé 379 matches et marqué 101 buts pour le club liégeois.
Denis Houf a été trois fois champion de Belgique et a gagné une Coupe de Belgique avec le Standard de Liège.
Il a été retenu avec les Diables Rouges à 26 reprises, il a débuté par un match mémorable contre l'Angleterre durant la Coupe du monde 1954 (4-4, après prolongation).

## Palmarès
- International A belge de 1954 à 1961 (26 sélections et 5 buts marqués), participation à la Coupe du monde 1954 (1 match joué)
- Champion de Belgique en 1958, 1961 et 1963 avec le Standard de Liège
- Vice-champion de Belgique en 1962 avec le Standard de Liège
- Vainqueur de la Coupe de Belgique en 1954 avec le Standard de Liège